# جی فیتزمارتین
جی فیتزمارتین (انگلیسی: Jay Fitzmartin؛ زادهٔ ۱۴ سپتامبر ۲۰۰۲) بازیکن فوتبال است.
از باشگاه‌هایی که در آن بازی کرده‌است می‌توان به باشگاه فوتبال بولتون واندررز اشاره کرد.